# Samuel-Martin Eno Belinga
Pour les articles homonymes, voir Eno et Belinga.
Samuel-Martin Eno Belinga, né le 6 décembre 1935 à Ebolowa et décédé le 9 mai 2004, est un musicologue et écrivain camerounais, professeur de géologie des Universités.

## Biographie
Il fait ses études secondaires et supérieures à Yaoundé et Strasbourg et obtient un doctorat en géologie appliquée. Sa thèse d'État en 1972 porte sur la bauxite de la province de l'Adamaoua. Il travaille successivement comme professeur des sciences, directeur de l'enseignement supérieur et doyen de la faculté des sciences de l'université de Dschang.
En 1986, lors de la catastrophe du lac Nyos, Haroun Tazieff, volcanologue et ministre délégué auprès du premier ministre, chargé de la Prévention des Risques naturels et technologiques majeurs (1984-1986) est venu au Cameroun et a déclaré que le sinistre provenait de la projection naturelle de gaz dans une région anciennement volcanique. Eno Belinga n’a pas caché avec humour que ce point de vue était celui du ministre, non celui du volcanologue. Pour le Camerounais, « au franc-parler », familier des tremblements de l’écorce terrestre dans son pays, il était certain que ces gaz n’avaient rien de naturel, mais procédaient d’une expérimentation militaire[réf. nécessaire].
En 1998, il devient conseiller perpétuel de l'association Les amis de la littérature, qui rassemble étudiants, journalistes et tout le public amoureux des belles lettres aux côtés d'autres membres fondateurs : Soundjock Soundjock, Jean-Baptiste Obama, Jean-Marie Essomba, Danielle Elom, Anne Marthe Mvoto, Casimir Amougou, François Bala Essomba et bien d'autres...
Il est élevé au grade de chevalier des Arts et des Lettres par la République française en décembre 2000.
Agriculteur dans l'âme, il détestait par-dessus tout « la civilisation des villes ». Il adorait la nature et les oiseaux au point de leur consacrer un recueil de poèmes. Homme de sciences minéralogiques qui aborde presque tous les genres littéraires à la manière d’un Goethe, ses œuvres poétiques d'une très grande force, prennent racine dans l'Afrique profonde et sur la foi en l'homme et en la création.

## Œuvres
- Littérature et musique populaire en Afrique Noire, Éditions Cujas, 1965
- La Prophétie de Joal, Yaoundé, CLE, 1970
- Découverte des chantefables beit-bulu-fang du Cameroun, Klincksieck, 1970
- Masques Nègres, Yaoundé, CLE, 1972
- Ballades et chansons camerounaises, CLE, 1974
- La prophétie de Joal, suivie d'Équinoxes, Clé, 1975
- Cameroun, Lamaro, 1976
- Introduction générale à la littérature orale africaine, Université́ de Yaoundé, 1977
- L'explication de texte dans la littérature orale africaine, Presses universitaires de Yaoundé́, 1977
- L’esthétique littéraire dans la littérature orale africaine, Presses universitaires de Yaoundé́, 1977
- La littérature orale africaine, Classiques Africains, 1978
- Poésies orales, Classiques Africaines, 1978
- Chansons et Ballades africaines, Yaoundé, CLE, 1978
- Comprendre la littérature orale africaine, éd. Saint-Paul, Issy-les-Moulineaux, 1978
- Géologie du Cameroun, Université de Yaoundé, 1984
- La femme, le coq et les balafons-- et autres chantefables, Presses universitaires de Yaoundé́, 1999
- Le Cameroun, mille siècles avant Jésus-Christ, ou, Les grands secrets de la nature dans la merveilleuse histoire des sites touristiques du Cameroun, Presses universitaires de Yaoundé́, 1999